# Placa d'Assegurances d'Incendis

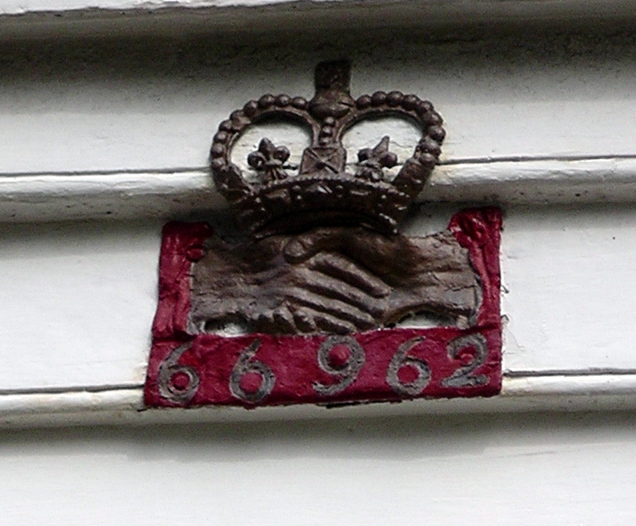
Placa de la companyia Hand in Hand a Londres

Les plaques d'assegurances d'incendis son petits cartells metàl·lics, o altre material, que es col·locaven a les façanes o portals d'entrada de les finques, per tal d'identificar la companyia o mútua d'assegurances, amb dissenys laboriosos i molt ben treballats, la missió d'aquestes plaques era identificar la finca assegurada contra incendis a les diferents brigades de bombers en cas d'incendi.
Les plaques d'assegurances ofertes per les companyies o mútua no era gratuïtes, l'assegurat o client de l'entitat pagava el cost de la placa al constituir l'assegurança amb la recomanació o consell de exposar-la a la façana o portal d'entrada a la casa objecta de l'assegurança, avui encara es veuen en alguns indrets amb tendència a desaparèixer amb el pas de el temps. El material de les plaques era de plom, llauna, zenc, bronze, coure, llautó, ceràmica, porcellana, fusta, metacrilat, ferro, vidre o inclús cartró. En el disseny de les plaques hi constava del nom de l'entitat i el motiu litografiat que podien relacionar-se amb l'heràldica, la mitologia o simplement el disseny personal de cada entitat; les persones que treballaven amb el disseny eren verdaders artesans artistes en l'anonimat i finalment a la part baixa de la placa amb lletra molt petita i podia constar el nom de la metal·lúrgica o impremta que la editava, l'any de confecció i el numero de plaques de la tirada.
Antigament a Anglaterra les plaques eren de plom i a la part baixa i constava una numeració feta amb troquel que coincidia amb el número de la pòlissa o contracte mercantil que emparava aquell patrimoni assegurat en cas de foc i orientava a les diferents brigades de bombers de les companyies o mútues que es feien càrrec del cost per extingir el foc i el seus danys o perjudicis materials, en el cas de un foc descontrolat podien demanar la col·laboració d'altres bombers voluntaris.

## Història
Les primeres companyies d'assegurances d'incendis dels edificis van aparèixer a Londres el 1638, on es va crear una mútua de propietaris. El gran incendi de Londres el 1666, on les flames van destruir més de 13.000 cases, va donar un impuls definitiu a les companyies d'assegurances, constituint-se el 1680 la companyia privada Fire Office o Phoenix, fundada per l'economista i constructor Nicholas Barbon; el 1681 la Corporation of London, que era una mútua patrocinada per l'Ajuntament de Londres; el 1683 la mútua Friendly Society; i el 1696 l'Amicable Contributors for Insuring Houses from Loss by Fire, que aviat va abreviar el nom a Hand-in-Hand. Barbon, a més de la companyia d'assegurances, va crear un grup especialitzat en l'extinció d'incendis, que acudiria a extingir les flames dels edificis assegurats per Phoenix. Per a identificar-los hi feia col·locar una placa amb la insígnia de l'asseguradora: el fènix.
A Espanya les primeres asseguradores van començar al segle XIX. La primera, el 1822 va ser la mútua Sociedad de Seguros Mutuos de Incendios de Casas de Madrid, que en el seu reglament deia: Que es cuidarà que es col·loquin a les cases assegurades en paratge visible una targeta o rajola que digui 'Assegurada de Incendios'.
A Barcelona es fundà el 1835 la Societat d'Assegurances Mútues d'Incendis d'Edificis de Barcelona, que en l'escriptura de constitució ja indicava que els edificis assegurats havien de col·locar en lloc visible una placa o rajola on digui Assegurat contra incendis. El nom de la societat va anar canviant, el primer que va desaparèixer va ser la paraula 'edificis', fins a l'actual Mútua de Propietaris. El 1916 la Societat va decidir eliminar l'obligatorietat de col·locar la placa, ja que l'Ajuntament de Barcelona havia imposat un arbitri municipal per aquests senyals, en considerar-los com a anuncis o publicitat encoberta de la Societat.

## Galeria de plaques

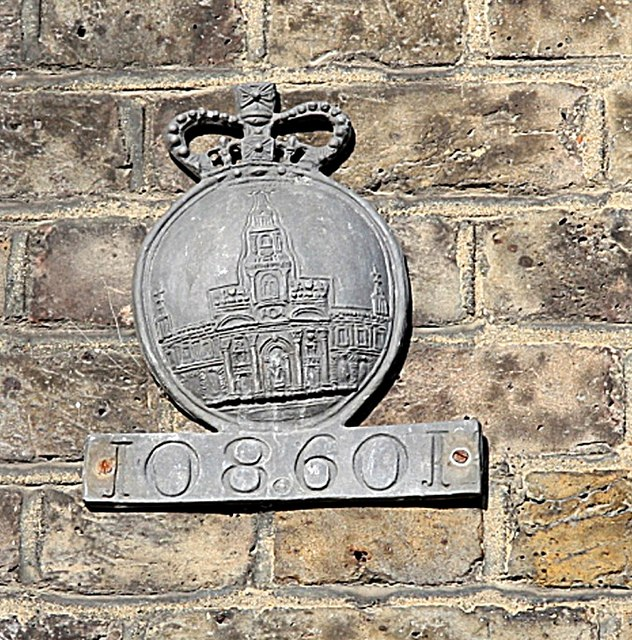
Placa de plom a Londres, amb el núm. de pòlissa
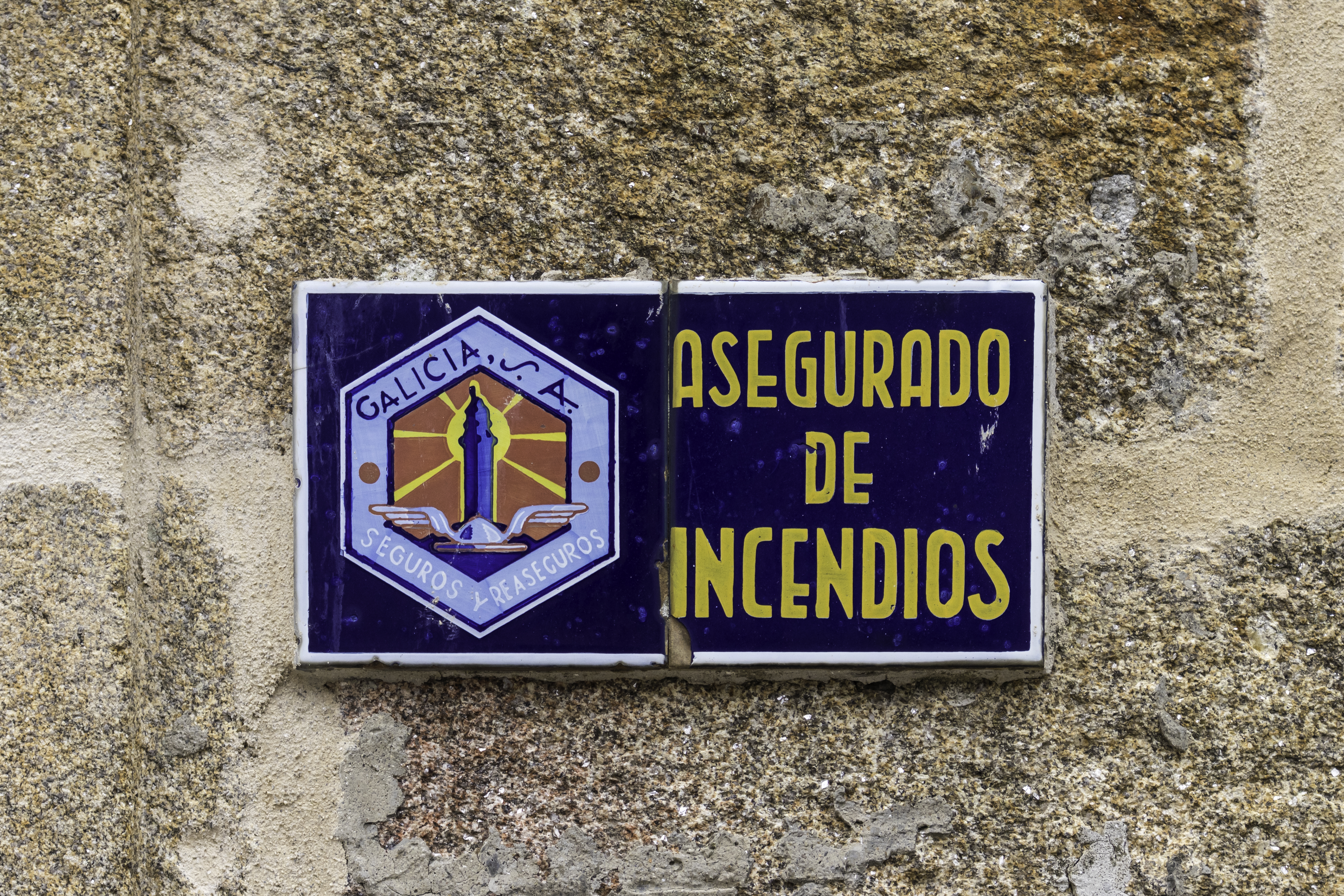
Placa de ceràmica a Soutelo de Montes, Galícia
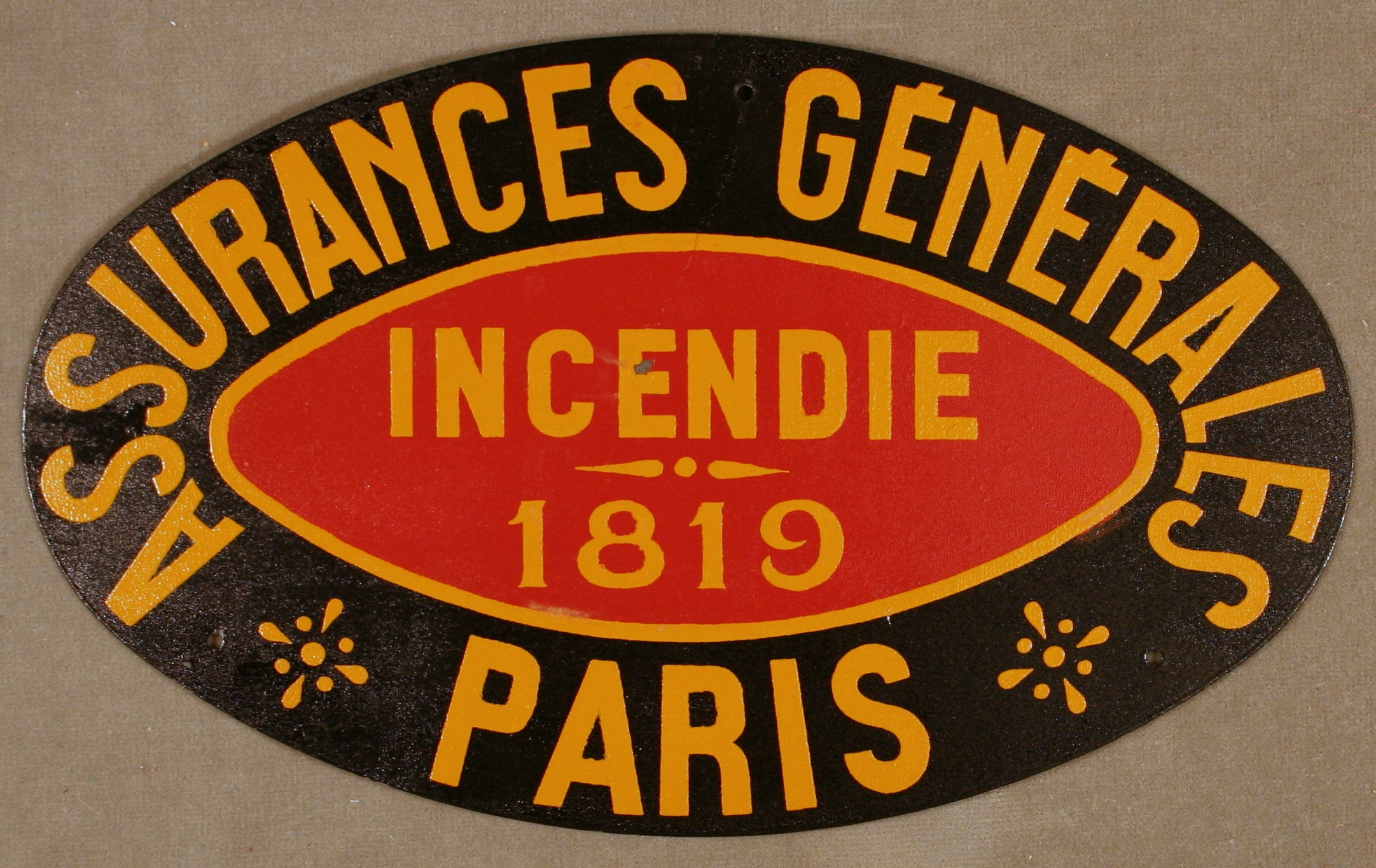
Placa de planxa estanyada a París